# Pergain-Taillac
Pergain-Taillac är en kommun i departementet Gers i regionen Occitanien i sydvästra Frankrike. Kommunen ligger i kantonen Lectoure som tillhör arrondissementet Condom. År 2022 hade Pergain-Taillac 335 invånare.

## Befolkningsutveckling
Antalet invånare i kommunen Pergain-Taillac
Referens:INSEE